# Питер Карингтон
Питер Александер Руперт Карингтон (енгл. Peter Alexander Rupert Carington; Лондон, 6. јун 1919 – 9 јул 2018), био је политичар Британске Конзервативне партије и секретар одбране, секретар спољних послова и генерални секретар НАТО-а.

## Биографија
Презиме „Карингтон“ (са два р) усвојио је краљевском лиценцом из 1839. године његов директни мушки предак Роберт Карингтон, 2. барон Карингтон, уместо Смита. Његов отац, Роберт Смит, посланик из Нотингема, постављен је за Барона Карингтона 1796. и 1797. године. Правопис презимена је краљевском лиценцом промењен у „Карингтон“ (са једним р) 1880. године, али се правопис титуле није променио.
Рођен у Челсију 6. јуна 1919. године. Питер Александер Руперт Карингтон  био је једини син 5. барона Карингтона од његове супруге Сибил Мерион Колвил.
Пошто је прошао обуку на Краљевском војном колеџу, Карингтон је 26. јануара 1939. примљен у Гренадирску гарду као потпоручник. Служио је у пуку током Другог светског рата и играо је кључну улогу као командант тенка током операције Маркет Гарден у Холандији 1944. године. У чин поручника унапређен је 1. јануара 1941, а касније је доспео у чин привременог капетана и мајора. Одликован је Војним крстом (ВК) 1. марта 1945. године.

## Политичка каријера 1946–1982
Године 1938. Карингтон је наследио свог оца као 6. барон Карингтон. Иако је стекао право да заузме место у Дому лордова на свој 21. рођендан 1940. године, у то време је био у активној служби, а то је учинио тек 9. октобра 1945. године. Након што је напустио војску, почео је да се бави политиком и служио је у конзервативним владама Винстона Черчила и Ентонија Едена као парламентарни секретар министра пољопривреде и хране од новембра 1951. до октобра 1954. године. Постао је тајни саветник 1959. године.
Након повратка у Британију служио је под Харолдом Макмиланом као Први лорд Адмиралитета до октобра 1963.
Карингтон је поново био вођа опозиције у Дому лордова од 1974. до 1979. године. Године 1979. постављен је за министра иностраних послова и министра за инострани развој као део првог кабинета Маргарет Тачер.
Карингтон је био министар спољних послова када је Аргентина извршила инвазију на Фокландска острва 2. априла 1982. године. Он је поднео оставку на ту функцију 5. априла, преузимајући пуну одговорност за самозадовољство Министарства иностраних послова и Комонвелта у његовом неуспеху да предвиди овај развој догађаја.

## Каснији живот и смрт
Лорд Карингтон је тада био генерални секретар НАТО-а од 1984. до 1988. године. Такође је именован за канцелара Ордена Светог Михаила и Светог Ђорђа 1. августа 1984. и служио је до јуна 1994. године.
Године 1991. председавао је дипломатским разговорима о распаду Југославије и покушао да донесе план који би окончао ратове и резултирао тиме да свака република постане независна нација.
Након што је Закон о Дому лордова из 1999. уклонио аутоматско право наследних вршњака да седе у Дому лордова, Карингтон је, заједно са свим бившим челницима Дома лордова, 17. новембра 1999. добио доживотну звање као барон Карингтон од Уптона, у Уптону у округу Нотингемшир. Био је најдужи члан Дома лордова, а након пензионисања лорда Барбера од Тјуксберија 2016. био је најстарији. Био је други најдужи члан Тајног савета после војводе од Единбурга.
Умро је 9. јула 2018, у 99. години, природном смрћу  у свом дому у Бледлоу, Бакингемшир;  његов син Руперт га је наследио на месту 7. барона Карингтона.

## Почасти
- 1945: Војни крст
- 1958: Витез командир Најугледнијег ордена Светог Михаила и Светог Ђорђа (КЦМГ)
- 1959: Господар Њеног Величанства Најчасније Тајно веће
- 1983: Орден Ордена части (ЦХ)
- 1985: Витез пратилац Најплеменитијег реда подвезице (КГ); Канцелар Ордена (1994–2012)
- 1988: Витез Великог крста Најистакнутијег реда Светог Михаила и Светог Георгија (ГЦМГ); Канцелар Ордена  (1984–1994)
- 1999: Животни вршњак, као барон Карингтон из Уптона
- Витез великог крста Краљевског и угледног шпанског реда Карла [16]
- 1988: Председничка медаља слободе[17]
- Медаља Министарства одбране за истакнуте јавне службе
- Слобода Лондон Ситија
- 1981: Универзитет у Кембриџу[18]
- 1983: Универзитет у Есексу[19]
- Децембар 1989:[20][21] Универзитет Реадинг
- 1986: Универзитет Харвард[22]
- 1993: Универзитет у Нотингему[23]
- 14. децембар 1998: Универзитет Њукасл на Тајну[24]
- 21. новембар 2003: Универзитет Оксфорд[25]